# 3 000 Scénarios contre un virus
Pour plus de détails, voir Fiche technique et Distribution.
3 000 Scénarios contre un virus est une opération de prévention du SIDA menée en France par le Crips Île-de-France (association de prévention du sida dirigée à l'époque par Didier Jayle et Antonio Ugidos), entre décembre 1992 (lancement du concours d'idées de scénarios) et 1994 (sortie des films sur les chaines de télévisions partenaires : Canal+, TF1, France 2, France 3, M6). Sur plus de 3 000 scénarios proposés par des lycéens pour des courts métrages de cinéma, 31 ont été réalisés par des réalisateurs pour la plupart bénévoles, et tournés avec la participation gracieuse de la plupart des acteurs.
Quatre maisons de production ont participé à l'opération : les Productions du 3ème étage (Michel Propper, Christine Raspillère), Blue Films (Raymond Blumenthal), Bernard Verley Films et Frouma films.
Deux associations étaient partenaires du Crips : Médecins du monde (Jean-Louis Boujenah et Michel Guilbert) et l'AESSA (Association des enseignants Sida de l'hôpital Saint-Antoine) (Patricia Roux).

## Réalisateurs
- Jean Achache (segment Les Deux Amants)
- Philippe Bérenger (segment La Seringue)
- Richard Berry (segment Préservatif, une preuve d'amour)
- Jane Birkin (segment Je t'aime, moi non plus)
- Paul Boujenah (segment L'Exclusion)
- Patrice Cazes (segment La Teuf d'enfer)
- Caroline Champetier (segment Le Temps du bonheur)
- Jacky Cukier (segment Affreux, bêtes et très méchants)
- Jacques Deray (segment Arnaud et ses copains)
- Xavier Durringer (segment Le Flic)
- Sébastien Grall (segment Sidapolis)
- Laurent Heynemann (segment Mort d'un couple)
- Benoît Jacquot (segment Mère séropositive)
- Gérard Jugnot (segment La Pharmacie)
- Cédric Klapisch (segments Le Poisson rouge et La Chambre)
- Philippe Lioret (segment La Sirène)
- Jean Marbœuf (segment L'Appel d'un ami)
- Tonie Marshall (segment Avant… mais après)
- Ivana Massetti (segment Le SIDA c'est les autres)
- Lætitia Masson (segment Vertige de l'amour)
- Michel Meyer (segment Le Rap du sida)
- Fernand Moszkowicz (segment I Love You)
- Jean-Daniel Pillault (segment Discussion sur le préservatif entre un père et son fils)
- Jacques Renard (segment  Chambres)
- Charlotte Silvera (segment Zozo, le clown)
- Florence Strauss (segment Déshabille-toi que je t'habille)
- Virginie Thévenet (segment Bavardages en sida mineur)
- Bernard Verley (segment Le rêve)
- Daniel Vigne (segment L'Attente)
- Patrick Volson (segment L'Anniversaire)

## Fiches techniques

### L'AnniversairedePatrick Volson
- Sur une idée originale de Deniz Pelit, Cristine Rebelo et Céline Le Merrer (tous âgés de 15 ans)
- Julie fête son anniversaire et décide d'annoncer à ses amis sa séropositivité.
- Durée : 3 min
- Avec Élodie Bouchez (Julie), Bernadette Le Saché, Andrée Guérin, Françoise Michaud, Pierre Aussedat, Pierre Honoré et Geoffroy Thiebaut.

### Mère séropositivedeBenoît Jacquot
- Sur une idée originale de Alexandra Huard (17 ans) et Yves Rosati (21 ans)
- Durée : 6 min
- Avec Agathe Bonitzer, Nathalie Boutefeu et Marianne Denicourt.

### L'ExclusiondePaul Boujenah
- Sur une idée originale de Matthieu Henry (20 ans) et Julio Niéda (20 ans)
- Durée : 2 min 33 s
- Avec Nathalie Roussel, Valérie Bachelier, Sophie Boudre

### L'Appel d'un amideJean Marbœuf
- Sur une idée originale de Sylvianne Méraut (20 ans)
- Durée : 3 min 51 s
- Avec François Cluzet, Michel Duchaussoy, François Aragon, Violetta Ferrer et Julie Marbœuf

### Mort d'un coupledeLaurent Heynemann
- Sur une idée originale de Virginie Deschartes (18 ans)
- Durée : 3 min
- Avec Léa Gabriel et François Levantal

### La SirènedePhilippe Lioret
- Sur une idée originale de Mathias Gokalp (20 ans)
- Un couple de personnes âgées met au point un stratagème pour acheter des préservatifs dans une pharmacie.
- Durée : 4 min
- Avec Patachou, Daniel Gélin et Mathieu Kassovitz.

### Zozo, le clowndeCharlotte Silvera
- Sur une idée originale de Blandine Assemat (20 ans)
- Durée : 5 min
- Avec Marc Ségala, Brice Porquet, Julie Turin

### Le Temps du bonheurdeCaroline Champetier
- Sur une idée originale de Fabian Le Delliou (11 ans)
- Durée : 3 min 24 s
- Avec Amira Casar, Patrick Armerding, Damien Bustaus

### Le Rap du sidadeMichel Meyer
- Sur une idée originale de Odile Tzerovsky (18 ans)
- Chanson de 3 min 25 s

### Le SIDA c'est les autresdeIvana Massetti
- Sur une idée originale de Sandra Deruere (19 ans)
- Un jeune homme annonce à ses parents le résultat de son test VIH.
- Durée : 3 min 22 s
- Avec Didier Sandre, Clément Sibony

### Arnaud et ses copainsdeJacques Deray
- Sur une idée originale de Emmanuel Blas (17 ans)
- Des lycéens assistent à l'enterrement d'un de leur camarade. Ils se rappellent...
- Durée : 4 min 15 s

### Le RêvedeBernard Verley
- Sur une idée originale de Cécile Moulys
- Avec Hélène Sevaux, Fabrice Allard, Patrick Dattas

### Vertige de l'amourdeLætitia Masson
- Sur une idée originale de Laetitia Carton (19 ans) de Cusset (Allier).
- Après un coup de foudre, une jeune femme n'ose pas proposer le préservatif à son partenaire.
- Durée : 5 min
- Avec la participation de Estelle Perron et Christophe Loir.

### Le FlicdeXavier Durringer
- Sur une idée originale de Alexandre Pindao
- Durée : 3 min
- Avec Édouard Montoute et Laurent Olmedo

### La Teuf d'enferdePatrice Cazès
- Sur une idée originale de Luc Milhe (20 ans) de Strasbourg (Bas-Rhin)
- Deux couples jouent au jeu de la séduction.
- Durée : 3 min 20 s
- Avec Vincent Cassel, Marine Delterme, Thierry de Peretti, Julie Gayet.

### Discussion sur le préservatif entre un père et son filsdeJean-Daniel Pillault
- Sur une idée originale de Félicie Dutertre (18 ans), François Rabes (18 ans) de Paris
- Durée : 3 min
- Avec Julien Féret, René Féret, Sophie Mounicot

### Les Deux AmantsdeJean Achache
- Sur une idée originale de Cyrille Wolff (19 ans)
- Un jeune homme observe son ancien petit ami qui est en train d'embrasser une fille.
- Durée : 4 min 13 s
- Avec Jean-Michel Portal, Patrick Mille et Christine Chanssou

### La SeringuedePhilippe Bérenger
- Sur une idée originale de Stéphane Forel (19 ans)
- Deux jeunes toxicomanes se préparent un shoot. L'un d'eux refuse la présence de sa petite amie sous le prétexte qu'elle n'a pas de seringue propre.
- Durée : 4 min
- Avec François Caron, Hélène Fillières et Olivier Sitruk

### Préservatif, une preuve d'amourdeRichard Berry
- Sur une idée originale de François Brutails (20 ans)
- Durée : 3 min
- Avec Jessica Forde et Jean-Michel Tinivelli

### Bavardages en SIDA mineurdeVirginie Thévenet
- Sur une idée originale de Cécile Abelard (19 ans)
- Une femme qui croit son mari infidèle, s'interroge sur son laxisme face à la prévention.
- Durée : 4 min 34 s
- Avec Chiara Mastroianni, Melvil Poupaud et Babette Rozes.

### Avant… mais aprèsdeTonie Marshall
- Sur une idée originale de Marc Milani (18 ans) de Joué-lès-Tours (Indre-et-Loire)
- Un lycéen prête un préservatif à un copain car ce dernier a un rendez-vous avec une fille le soir même. Le lendemain, il lui dit qu'il ne l'a pas utilisé car il avait confiance.
- Durée : 4 min 50 s
- Avec Mathieu Kassovitz, Quentin Ogier, Ludivine Tribes

### Affreux, bêtes et très méchantsdeJacky Cukier
- Sur une idée originale de Adrien Menard (18 ans) de Saint-Germain-en-Laye (Yvelines)
- Une jeune fille essaie d'annoncer à sa mère qu'elle est séropositive.
- Durée : 4 min 10 s
- Avec Anémone, Michel Boujenah, Élisa Tovati, Vanessa Guedj

### L'AttentedeDaniel Vigne
- Sur une idée originale de Sabine Frey (16 ans) de Lannion (Côtes-d'Armor)
- Une femme attend les résultats de son test VIH et s'inquiète sur ses relations antérieures.
- Durée : 3 min 55 s
- Avec Étienne Chicot, Mathilde Seigner

### Je t'aime moi non plusdeJane Birkin
- Sur une idée originale de Emilie Busini (18 ans) de Estaires (Nord)
- Sur fond musical de la chanson Je t'aime… moi non plus de Serge Gainsbourg, deux jeunes se caressent ; le garçon met un préservatif.
- Durée : 2 min 10 s
- Avec Lola Doillon et Mathieu Demy.

### Déshabille-toi que je t'habilledeFlorence Strauss
- Sur une idée originale de Ludovic Genty (20 ans) de Mennecy (Essonne)
- Durée : 3 min
- Avec Marie Guillard, Adrien de Van

### SidapolisdeSébastien Grall
- Sur une idée originale de Réjane Hamus (19 ans) à Château-Thierry (Aisne)
- En 2080, un professeur explique à sa classe de collégiens comment, grâce aux changements de mentalités et aux progrès des chercheurs, on a réussi à vaincre le SIDA.
- Durée : 3 min
- Avec Jérôme Bonaldi

### I Love YoudeFernand Moszkowicz
- Sur une idée originale de Alice Guien (20 ans) de Toulouse (Haute-Garonne)
- Durée : 2 min 50 s
- Avec Emmanuelle Laborit, Nils Tavernier, Martin Saint-Pierre

### Poisson rougedeCédric Klapisch
- Sur une idée originale de Jérôme Bettochi (19 ans) de Bessoncourt (Territoire de Belfort)
- Le pauvre Kiki se fait renverser et finit à la pharmacie.
- Durée : 3 min
- Avec Valeria Bruni Tedeschi, François Berléand (un pharmacien), Hiam Abbass, Simon Abkarian, Martine Audrain, Marcelle Dupuis, Zinedine Soualem, Nathalie Krebs.
- Musique : Pierre et le Loup (Sergueï Prokofiev) et No Alohah (The Breeders)

### La PharmaciedeGérard Jugnot
- Sur une idée originale de Nicolas Martin (16 ans) de Saint-Dizier (Haute-Marne)
- Un jeune homme rentre dans une pharmacie acheter des préservatifs. Le soir, il va chercher sa petite amie pour aller au cinéma, elle lui présente son père qui n'est autre que le pharmacien.
- Durée : 1 min 30 s
- Avec Martin Lamotte, Adèle Jacques, Nicolas Devanne

### La ChambredeCédric Klapisch
- Durée : 2 min 27 s

### ChambresdeJacques Renard
- Sur une idée originale de Nolwenn Mignoton